# Guareña
Guareña ist eine spanische Gemeinde (municipio), die zur Provinz Badajoz in der Autonomen Gemeinschaft Extremadura gehört. Die Stadt mit 6.649 Einwohnern (Stand: 2024) liegt im zentralen nördlichen Teil der Provinz Badajoz.
Die Gemeinde Guareña gehört zur Region von Vegas Altas und zum Gerichtsbezirk Don Benito. Kirchlich gesehen gehört die Gemeinde zur Diözese Plasencia. Guareña liegt in den fruchtbaren Ebenen des Guadiana-Flusses, in der Nähe der Vía de la Plata, einer der wichtigsten Routen der wirtschaftlichen, kommerziellen und kulturellen Expansion in dieser Zone der Provinz.

## Wirtschaft
Die Hauptwirtschaftsaktivität ist der landwirtschaftliche Sektor. Dieser Sektor hat bedeutende Veränderungen in der Nutzung der Fläche erfahren, wobei zu den zwischen 1960 und 1986 bewässerten Flächen diejenigen hinzukamen, die sich derzeit aufgrund des neuen Bewässerungskanals, der die Region durchquert, in der Parzellierung befinden. Die Viehzucht gewinnt auch innerhalb des Agrarsektors an Bedeutung, wenn auch nicht in gleichem Maße wie die Landwirtschaft. Der Industriesektor ist nicht sehr entwickelt, obwohl er in den letzten Jahren allmählich wächst.

## Demografie
Die ersten zuverlässigen Daten über die Bevölkerung der Gemeinde Guareña stammen vom Ende des 16. Jahrhunderts. In diesen Informationsquellen wird die Bevölkerung von Guareña im Jahr 1591 mit 2145 Einwohnern genannt. Von diesem Zeitpunkt an steigt die lokale Demographie langsam aber stetig an und im Jahr 1787 waren es 2524 Einwohner und im Jahr 1829 3946 Bewohner. 1960 wurde die höchste Einwohnerzahl von 9695 verzeichnet.

## Söhne und Töchter der Gemeinde
- Vicente Rodríguez (* 1954), Boxer